# Eutelia regalis
Eutelia regalis är en fjärilsart som beskrevs av Louis Beethoven Prout 1921. Eutelia regalis ingår i släktet Eutelia och familjen nattflyn. Inga underarter finns listade i Catalogue of Life.